# Eusebio Vélez
Eusebio Vélez de Mendizabal (Durana, 28 marzo 1935 – Vitoria, 16 giugno 2020) è stato un ciclista su strada e dirigente sportivo spagnolo di origine basca.

## Carriera
Professionista dal 1960 al 1969, in carriera vinse tre Klasika Primavera, una Subida a Urkiola e una Bicicleta Eibarresa, oltre a cogliere alcuni buoni risultati nella Vuelta a España, nella quale indossò per un giorno la maglia amarillo. Dopo il ritiro divenne direttore sportivo della formazione KAS.

## Palmarès
- 1962

Gran Premio Ayuntamiento de Bilbao
- 1963

Klasika Primavera
Vuelta a la Reigada
2ª tappa Circuito Montañés
Classifica generale Circuito Montañés
- 1964

Klasika Primavera
Gran Premio Astorga
1ª tappa 2ª semitappa Vuelta a España
4ª tappa Vuelta a Levante
- 1965

Campeonato Vasco Navarro de Montaña
4ª tappa Bicicleta Eibarresa
- 1966

2ª tappa Bicicleta Eibarresa
Classifica generale Bicicleta Eibarresa
Subida a Urkiola
Vuelta a la Reigada
- 1968

Klasika Primavera
1ª tappa Subida a Arrate
Classifica generale Subida a Arrate
- 1969

Amorebieta-Urkiola

### Altri successi
- 1963

Circuito di Burgos
- 1966

Gran Premio Rodolfo Gonzalez

## Piazzamenti

### Grandi Giri
- Giro d'Italia

1967: 10º
1968: 11º
- Tour de France

1963: ritirato
1964: ritirato
1965: ritirato
1966: ritirato
- Vuelta a España

1961: ritirato
1962: 11º
1963: 7º
1964: 4º
1965: ritirato
1966: 2º
1967: 17º
1968: 3º
1969: 10º

### Competizioni mondiali
- Campionati del mondo

Salò 1962 - In linea: 21º
Nürburgring 1966 - In linea: ritirato
Heerlen 1967 - In linea: ritirato